# 天主教格勒諾布爾-維埃納教區
天主教格勒諾布爾-維埃納教區（拉丁語：Dioecesis Gratianopolitana-Viennensis Allobrogorum）是法國一個羅馬天主教教區，屬里昂總教區。
格勒諾布爾教區成立於4世紀，2006年12月15日易名至今。
教區位於伊澤爾省，2010年有教友283,081人（佔轄區總人口58.2%）、廿二個堂區、185名司鐸。現任教區主教為蓋伊·德·凱里梅爾。